# Annette Bening
Annette Carol Bening (sinh ngày 29 tháng 5 năm 1958) là một nữ diễn viên người Mỹ. Bening bốn lần được đề cừ giải Oscar cho vai diễn trong các phim The Grifters, American Beauty, Being Julia, và The Kids Are All Right, và đoạt giải Quả cầu vàng với vai diễn trong hai phim sau nêu trên.

## Giải thưởng
- 2006: Ibsen Centennial Commemoration Award